# Równoważnik zdania
Treść tego artykułu od 2020-08-23 należy opracować w taki sposób, aby nie uwypuklała nadmiernie polskiej specyfiki / aby nie zawężała się tylko do polskich warunków
Dokładniejsze informacje o tym, co należy poprawić, być może znajdują się w dyskusji tego artykułu.
 Po wyeliminowaniu niedoskonałości należy usunąć szablon {{Dopracować}} z tego artykułu.
Równoważnik zdania – wyraz lub ciąg wyrazowy formalnie nietworzący zdania (ponieważ nie zawiera orzeczenia), oddający jednak tę samą treść co zdanie.
Przykłady:
- Piękna pogoda.
- Sprawa zakończona.
- Kto tam?
- Dokąd to?
- Dlaczego tak?
- Nie krzyczeć!
- Cisza! Uwaga!
- Nigdy więcej wojny!

Równoważniki zdań dzielą się na dwa zasadnicze rodzaje:
- wypowiedzi, w których występują wszystkie samodzielne części mowy oprócz czasowników. Zawierają najczęściej szczegóły właśnie omawianej kwestii i występują najczęściej w dialogach: (– Czytam książkę.) – Jaką? – 1222. – Jakiego autora? – Anne Holt.
- wypowiedzi, w których występują czasowniki w formie nieosobowej, najczęściej imiesłowy nieodmienne.

## Równoważniki zdań w wypowiedzeniach złożonych
Równoważniki stanowią również części składowe wypowiedzeń złożonych.
[Ten sobie mówi i ten sobie mówi,] pełno radości i krzyku.
Wszystko[, co tylko mogłem przeżyć,] już za mną.
W wypowiedzeniach złożonych najczęściej jako równoważniki zdań występują konstrukcje z imiesłowami przysłówkowymi (współczesnym i uprzednim):
Siedział przy stole, czytając gazetę.
Przeczytawszy gazetę, wyszedł z domu.
Przy stosowaniu imiesłowowych równoważników zdań częste są błędy logiczno-składniowe – głównie wskutek nieznajomości dwóch zasad ich używania, mianowicie:
- zasady tożsamości podmiotów
- zasady jednoczesności albo uprzedniości czynności opisanych przez zdanie główne i równoważnik zdania

– oraz błędy interpunkcyjne.

### Zasada tożsamości podmiotów
Polega na tym, że wykonawca czynności wyrażonej imiesłowem nieodmiennym musi być jednocześnie wykonawcą czynności wyrażonej w orzeczeniu w formie osobowej czasownika, na przykład:
Żołnierze maszerowali, głośno śpiewając. (Żołnierze maszerowali i śpiewali – ten sam podmiot)
Niepoprawne są więc zdania typu:
Mając 5 lat, umarła mu matka. (Gdy on miał 5 lat, umarła jego matka – różne podmioty)
Wszedłszy do budynku, nastąpił wybuch. (To nie wybuch wszedł do budynku, a człowiek lub ludzie – różne podmioty.)
Podziwiając grę aktorów, ogarnia człowieka wzruszenie. (Kiedy widz podziwia grę aktorów, ogarnia go wzruszenie – różne podmioty)
Powyższe przykłady są tak zwanymi anakolutami. Użycie równoważników zdań nieodnoszących się do wykonawcy czynności będącego podmiotem zdania głównego dopuszczalne jest jedynie wówczas, gdy są one utartymi zwrotami frazeologicznymi: krótko mówiąc, lekko licząc, prawdę powiedziawszy' itp. Takie wyrażenia są zwykle równoważnikami bezpodmiotowych zdań warunkowych, na przykład: Szczerze mówiąc (jeśliby się miało szczerze powiedzieć), nie byliby tym zachwyceni. Zakładając (jeśli się założy), że macie rację, możemy to uznać. Konstrukcje takie występują często w języku mówionym jako wtrącenia i dopowiedzenia.

### Zasada jednoczesności albo uprzedniości czynności w zdaniu głównym i w równoważniku zdania
Wymaga ona, żeby czynność wyrażona imiesłowem kończącym się na -ąc była jednoczesna z czynnością w zdaniu głównym, a czynność wyrażona imiesłowem z końcówką -wszy, -łszy wcześniejsza od czynności w zdaniu głównym:
Jedząc, mlaskał ustami. (Kiedy jadł, mlaskał.)
Zjadłszy ciastko, obtarł usta. (Najpierw zjadł ciastko, potem obtarł usta.)
Niepoprawne są więc konstrukcje, w których równoważnik z imiesłowem współczesnym ma znaczenie uprzedniości:
Podejmując (zamiast: Podjąwszy) się pracy, wykonali ją sumiennie. (Najpierw bowiem się jej podjęli, potem ją wykonali.)
lub następczości:
Zaczęto badania, uzyskując pomyślne wyniki. (zamiast: Zaczęto badania i uzyskano pomyślne wyniki.)

### Ogólna zasada interpunkcji dla zdań złożonych z imiesłowowym równoważnikiem zdania
Polega na oddzielaniu przecinkiem równoważnika od innych części zdania:
Idąc ulicą, zachowywali się hałaśliwie.
Przecinek stawia się nawet wówczas, gdy równoważnik ten jest jednym wyrazem bez określeń:
Idąc, rozmawiali.
Ziewnąwszy, zasnął.